# Gi
Gi (także Cesarzowa Ki; hangul: 기황후;lub Cesarzowa Qi /Ch’i: chiń. 奇皇后), mong. Öljei Khutuk (Өлзий хутуг) (1315-1369/1370) – cesarzowa Chin z dynastii Yuan jako małżonka Togona Temüra i matka chana Biligtü (Ayushiridary). Pochodziła z arystokratycznej rodziny z Goryeo.

## Życiorys
Córka Gi Ja-oh (기자오), urodzona w Haengju (dziś Goyang) w Królestwie Goryeo. Miała starszego brata, zwanego Gi Cheol (hangul: 기철, hancha: 奇轍). Przyszła cesarzowa pochodziła z niższej rangą arystokratycznej rodziny biurokratów. W czasach rządów mongolskiej dynastii Yuan w Chinach, były tam wysyłane z Goryeo liczne towar y- sukna, żeń-szeń, srebro, złoto, ale i dziewczęta i chłopcy, którzy mieli służyć na dworze cesarskim jako kolejno konkubiny i eunuchowie. Na dworze mongolskim małżeństwo z kobietami z Goryeo uchodziło za prestiż. Goryeo ponosiło konsekwencje działań eunucha Paka Pulhwa (박불화 hancha: 朴不花). Kraj był zobowiązany co trzy lata składać „daninę z ludzi” w postaci młodych dziewcząt, na co nie chciała się zgodzić młoda Ki. Nie chciała rozdzielać się z rodziną, jednak już po przybyciu na dwór w Pekinie zdecydowała, że będzie najlepszą konkubiną, jaką mogłaby być. Wkrótce, dzięki niezwykłej urodzie i talencie do tańca, kaligrafii, poezji i konwersacji, stała się ulubioną konkubiną cesarza Toghona Temüra (Huizonga), zakochał się w niej i spędzał więcej czasu, niż z żoną, cesarzową Danashiri, córką sterującego cesarzem El Temüra. Po egzekucji cesarzowej Danashiri 22 lipca 1335 w wyniku czystki spowodowanej buntem jej brata Tanqishiego, cesarz chciał ogłosić cesarzową panią Gi, co było sprzeczne z dotychczasową praktyką, wedle której wielcy chanowie wybierali drugie żony spośród arystokracji mongolskiej, jednak wycofał się z tego pomysłu po zawiązaniu się opozycji wśród niektórych kół dworskich. Bayan, de facto rządzący krajem i cesarzowa wdowa Budashiri spiskowali, by nie dopuścić do większych wpływów kobiety z Goryeo na dworze. to matka cesarza wpłynęła na taką postawę Bayana. Budashiri postrzegała panią Ki za kobietę niezwykle inteligentną i przebiegłą, bała się jej wpływów. W międzyczasie monarcha został zmuszony poślubić Bayan Khutugh, siostrzenicę prawej ręki cesarza. Po urodzeniu syna w 1339 cesarz Huizong ostatecznie ogłosił Ki swa żoną w 1340, a po obaleniu Bayana w tym samym roku została drugą cesarzową (pierwszą byłą wspomniana Bayan Khutugh). Z upływem czasu Toghon przestał się interesować rządzeniem, a coraz więcej obowiązków przejmowała cesarzowa Ki, stając się niezwykle wpływową osobą na dworze, a jej zdolne zarządzanie sprawiło, że władała w okresie największego pokoju i rozkwitu w historii dynastii Yuan i w ogóle Chin. Po tym jak starszy brat cesarzowej, Gi Cheol został głównodowodzącym Kwatery Głównej Mongolskich Wschodnich Pól, zyskali on i władczyni ogromne wpływy w Goryeo. Jej syn Ayushiridara został księciem koronnym w 1353, ale pani Gi chciała, by w przyszłości został cesarzem. Huizong wykrył jednak zamiary małżonki i jej zaufanego eunucha Paka Bulhwa i przez to się od niej oddalił.
Gi Cheol chciał zagrozić wasalnemu wobec Mongołów królowi Goryeo Kongminowi, a ten w odpowiedzi rozkazał zabić rodzinę Gi w 1356. Cesarzowa po tym zdarzeniu wysłała oddziały, które miały osadzić na koreańskim tronie Tash Temüra, zostały one jednak pokonane podczas przekraczania rzeki Jalu. W 1364 r. przeciwnik osadzenia na tronie księcia Ayushiridary, Bolud Temür zajął stolicę, lecz po interwencji Köke Temüra, sojusznika cesarzowej Ki, do którego uciekł jej syn, obalono Boluda w następnym roku. Znów bez sukcesu chciała zapewnić tron synowi z pomocą Köke Temüra. Po śmierci Bayan Khutugh została pierwszą cesarzową.
Powstanie Czerwonych Turbanów zmusiło dwór do ucieczki do Yingchangu w dzisiejszej Mongolii Wewnętrznej w 1370 roku. Wkrótce zmarł cesarz Toghon Temür, a tron objął Ayushiridara jako Biligtü Chan, panujący pod imieniem cesarskim Zhaozong (chiń. 昭宗). Jakiś czas później Ki zaginęła.

## Kultura masowa
Rolę cesarzowej odtworzyła aktorka Kim Hye-ri w serialu stacji telewizyjnej MBC Shin Don z 2005 roku. Cesarzową Gi zagrały Ha Ji-won i Hyun Seung-min w serialu MBC Cesarzowa Ki (2013–2014).